# 西澤明訓
西澤 明訓（にしざわ あきのり、1976年6月18日 - ）は、静岡県清水市(現：静岡市清水区)出身の元サッカー選手。日本サッカー協会登録仲介人。現役時代のポジションはフォワード。
セレッソ大阪における森島寛晃との名コンビ で著名な、日本サッカーを代表するフォワードのひとりであった。現在セレッソ大阪でアンバサダーを務める。

## 経歴
静岡県清水市 (現静岡市清水区) に生まれ育ち、清水市立入江小学校在学中に清水FCに入団し、センターフォワードとしてプレーした。この時のチームメートのひとりに山西尊裕がいた。この頃「ニッコ」という愛称を「ニコニコしているから」という理由で山西に付けられた。
清水市立第八中学校を経て1992年に静岡県立清水東高等学校に入学してサッカー部に入部した。1年時には全国高等学校総合体育大会ベスト4を経験した他、2年時・3年時の2度国民体育大会少年男子静岡県選抜に選出され、大会2連覇を経験。
1995年にJリーグ1部 (J1)所属のセレッソ大阪へ加入。同年オランダ・エールステ・ディヴィジ所属のFCフォレンダムにレンタル移籍し、1シーズン在籍した。1996年にセレッソ大阪へ復帰。
フランスW杯アジア1次予選のオマーンラウンドを終え、日本ラウンドを控えた加茂周監督率いる日本代表に、中田英寿と共に初召集され、1997年5月21日、国立競技場にて開催された韓国との国際親善試合で日本代表デビューすると、控えFWながら1次予選では代表初ゴールを含む2ゴールを決める。最終予選にも控えながら選出され2試合に途中出場するが、加茂周が更迭され監督が岡田武史に変わると構想外となり、ウズベキスタンからの遠征から帰国後すぐに代表からの離脱を命じられた。その後、岡田政権下で召集されることはなかった。
2000年には、1stステージで優勝争いを演じたセレッソでの活躍が認められ、同じくその原動力となっていたセレッソの同僚森島と共に揃ってトルシエ監督政権になってからは初の代表召集を受ける。2人にとって代表復帰戦となったフランス戦において森島とアベックゴールを決めるなど大活躍すると、その後代表の主力として定着、アジアカップでも5得点をあげ優勝に大きく貢献。同年のJリーグで年間15得点という成績を修め、森島と共にJリーグベストイレブンに選出された のを置き土産に、同年12月、スペイン・リーガ・エスパニョーラ1部所属のRCDエスパニョールにレンタル移籍。6試合に出場し、シーズン終了後退団した。7月に1度セレッソ大阪に復帰・登録されるも、直後にはイングランド・プレミアリーグ1部所属のボルトン・ワンダラーズFCに加入。しかし、カップ戦に数試合出場したものの、リーグ戦での出場はなかった。在籍中に古巣であるセレッソ大阪のJ2への降格を知り、契約を途中で解除して帰国、セレッソ大阪に復帰した。
2002年6月に2002 FIFAワールドカップのメンバーに選出され本大会に出場。背番号9番を与えられ期待されたが、大会直前に虫垂炎になり手術。その影響で出遅れグループリーグでの出場はなく、決勝トーナメント1回戦のトルコ戦にスタメンフル出場を果たすが得点は出来ずチームも敗退した。クラブでは同年度のリーグ戦において8得点を挙げ、クラブのJ1復帰に貢献した。
2005年、セレッソ大阪はJ1で優勝争いに加わる。最終節前、西澤は「ここで優勝を逃したらモリシもオレも負け犬になってしまう」との発言を残している。しかし最終節のFC東京との試合で引き分けたことでセレッソ大阪は優勝を逃した。なおこの年はリーグ戦で10得点の成績を修めている。
翌2006年、セレッソ大阪が2度目のJ2降格をしたことに伴い、出身地清水のクラブである清水エスパルスに移籍した。移籍2年目にナビスコカップの決勝に進むがここでも敗退し、西澤はタイトルを獲得することなくキャリアを終えることとなる。清水には2008年度までの2シーズン在籍し、通算43試合に出場して5得点を挙げた。2008年シーズン終了後、セレッソ大阪への復帰が発表された。
2009年11月13日、同年度限りでの現役引退が発表され、同年11月28日に長居スタジアムで行われたJ2第50節の試合後に引退セレモニーが開催された。2010年2月、セレッソ大阪アンバサダーへの就任が発表された。また現役時代にも関係のあったジャパン・スポーツ・プロモーション（JSP）に所属し、いわゆる代理人業も行っており、2021年現在は大久保嘉人らの代理人を務める。

## エピソード
- ユニフォームに襟があると、必ず立ててプレイする。エスパニョール移籍の際自身のwebサイトで「エスパニョールのユニフォームには襟がありません。残念!」と掲載されていた。西澤の現役最後のホームゲームとなった2009年11月28日開催のFC岐阜戦の試合前には、背番号20と、そして襟のついたプラクティスシャツが限定発売され、西澤ほかベンチ入り全選手はそれをウォーミングアップの際に着用した[5][21]。
- 現役時代はボールコントロールに優れ、2000年6月にモロッコ国内にて開催されたハッサン2世国王杯でのフランス戦にて挙げたボレーシュート[3] による勝ち越しゴールなど、アクロバティックなゴールを決める[5] 事も多かった。

## 所属クラブ
- 清水東高校
- 1995年 - 2000年 セレッソ大阪
  - 1995年 - 1996年 FCフォレンダム(レンタル移籍)
- 2001年1月 - 同年6月 エスパニョール
- 2001年7月 セレッソ大阪
- 2001年7月 - 同年12月 ボルトン・ワンダラーズ
- 2002年 - 2006年 セレッソ大阪
- 2007年 - 2008年 清水エスパルス
- 2009年 セレッソ大阪

## 指導者経歴
- 2010年 - セレッソ大阪アンバサダー

## 個人成績
| 国内大会個人成績 | 国内大会個人成績 | 国内大会個人成績 | 国内大会個人成績 | 国内大会個人成績 | 国内大会個人成績 | 国内大会個人成績 | 国内大会個人成績 | 国内大会個人成績 | 国内大会個人成績 | 国内大会個人成績 | 国内大会個人成績 |
| 年度             | クラブ           | 背番号           | リーグ           | リーグ戦         | リーグ戦         | リーグ杯         | リーグ杯         | オープン杯       | オープン杯       | 期間通算         | 期間通算         |
| 年度             | クラブ           | 背番号           | リーグ           | 出場             | 得点             | 出場             | 得点             | 出場             | 得点             | 出場             | 得点             |
| 日本             | 日本             | 日本             | 日本             | リーグ戦         | リーグ戦         | リーグ杯         | リーグ杯         | 天皇杯           | 天皇杯           | 期間通算         | 期間通算         |
| ---------------- | ---------------- | ---------------- | ---------------- | ---------------- | ---------------- | ---------------- | ---------------- | ---------------- | ---------------- | ---------------- | ---------------- |
| 1995             | C大阪            | -                | J                | 0                | 0                | -                | -                | 0                | 0                | 0                | 0                |
| オランダ         | オランダ         | オランダ         | オランダ         | リーグ戦         | リーグ戦         | リーグ杯         | リーグ杯         | KNVBカップ       | KNVBカップ       | 期間通算         | 期間通算         |
| 1995-96          | フォレンダム     |                  | 2部              | 0                | 0                | 0                | 0                | 0                | 0                | 0                | 0                |
| 日本             | 日本             | 日本             | 日本             | リーグ戦         | リーグ戦         | リーグ杯         | リーグ杯         | 天皇杯           | 天皇杯           | 期間通算         | 期間通算         |
| 1996             | C大阪            | -                | J                | 14               | 3                | 11               | 5                | 2                | 0                | 17               | 8                |
| 1997             | C大阪            | 9                | J                | 19               | 7                | 2                | 2                | 2                | 1                | 23               | 10               |
| 1998             | C大阪            | 10               | J                | 32               | 7                | 4                | 1                | 1                | 0                | 37               | 8                |
| 1999             | C大阪            | 9                | J1               | 30               | 11               | 3                | 2                | 2                | 4                | 35               | 17               |
| 2000             | C大阪            | 9                | J1               | 29               | 15               | 3                | 2                | -                | -                | 32               | 17               |
| スペイン         | スペイン         | スペイン         | スペイン         | リーグ戦         | リーグ戦         | 国王杯           | 国王杯           | オープン杯       | オープン杯       | 期間通算         | 期間通算         |
| 2000-01          | エスパニョール   | 25               | プリメーラ       | 6                | 0                | 2                | 0                | -                | -                | 8                | 0                |
| 日本             | 日本             | 日本             | 日本             | リーグ戦         | リーグ戦         | リーグ杯         | リーグ杯         | 天皇杯           | 天皇杯           | 期間通算         | 期間通算         |
| 2001             | C大阪            | 35               | J1               | 0                | 0                | -                | -                | -                | -                | 0                | 0                |
| イングランド     | イングランド     | イングランド     | イングランド     | リーグ戦         | リーグ戦         | FLカップ         | FLカップ         | FAカップ         | FAカップ         | 期間通算         | 期間通算         |
| 2001-02          | ボルトン         | 27               | プレミア         | 0                | 0                | 3                | 1                | 0                | 0                | 3                | 1                |
| 日本             | 日本             | 日本             | 日本             | リーグ戦         | リーグ戦         | リーグ杯         | リーグ杯         | 天皇杯           | 天皇杯           | 期間通算         | 期間通算         |
| 2002             | C大阪            | 20               | J2               | 34               | 8                | -                | -                | 1                | 0                | 35               | 8                |
| 2003             | C大阪            | 20               | J1               | 24               | 7                | 4                | 1                | 5                | 1                | 33               | 9                |
| 2004             | C大阪            | 20               | J1               | 29               | 8                | 5                | 1                | 1                | 0                | 35               | 9                |
| 2005             | C大阪            | 20               | J1               | 28               | 10               | 8                | 4                | 2                | 0                | 38               | 14               |
| 2006             | C大阪            | 20               | J1               | 33               | 8                | 6                | 4                | 1                | 0                | 40               | 12               |
| 2007             | 清水             | 20               | J1               | 22               | 0                | 6                | 1                | 3                | 2                | 31               | 3                |
| 2008             | 清水             | 20               | J1               | 21               | 5                | 8                | 2                | 0                | 0                | 29               | 7                |
| 2009             | C大阪            | 20               | J2               | 18               | 1                | -                | -                | 0                | 0                | 18               | 1                |
| 通算             | 日本             | 日本             | J1               | 281              | 81               | 60               | 25               | 19               | 8                | 360              | 114              |
| 通算             | 日本             | 日本             | J2               | 52               | 9                | -                | -                | 1                | 0                | 53               | 9                |
| 通算             | オランダ         | オランダ         | 2部              |                  |                  |                  |                  |                  |                  |                  |                  |
| 通算             | スペイン         | スペイン         | プリメーラ       | 6                | 0                | 2                | 0                | -                | -                | 8                | 0                |
| 通算             | イングランド     | イングランド     | プレミア         | 0                | 0                | 3                | 1                |                  |                  | 3                | 1                |
| 総通算           |                  |                  |                  |                  |                  |                  |                  |                  |                  |                  |                  |

### タイトル・受賞歴
- クラブ
  - 国民体育大会サッカー競技少年男子優勝: 2回 (1993, 1994年)
  - AFCアジアカップ優勝: 1回 (2000年)
- 個人
  - 2000年 Jリーグベストイレブン

## 代表歴

### 出場大会など
静岡県選抜
- 国民体育大会(1993, 1994)
- U-19日本代表　AFCユース選手権
- U-20日本代表
- 日本代表
  - 2000年 ハッサン2世国王杯
  - 2000年 AFCアジアカップ
  - 2001年 FIFAコンフェデレーションズカップ
  - 2002年 FIFAワールドカップ

### 試合数
- 国際Aマッチ 29試合 10得点（1997-2002）[2]

| 日本代表 | 国際Aマッチ | 国際Aマッチ |
| 年       | 出場        | 得点        |
| -------- | ----------- | ----------- |
| 1997     | 5           | 2           |
| 1998     | 0           | 0           |
| 1999     | 0           | 0           |
| 2000     | 11          | 6           |
| 2001     | 8           | 1           |
| 2002     | 5           | 1           |
| 通算     | 29          | 10          |

### 出場
| No. | 開催日         | 開催都市     | スタジアム                 | 対戦相手         | 結果        | 監督                 | 大会                       |
| --- | -------------- | ------------ | -------------------------- | ---------------- | ----------- | -------------------- | -------------------------- |
| 1.  | 1997年05月21日 | 東京都       | 国立霞ヶ丘競技場陸上競技場 | 韓国             | △1-1        | 加茂周               | ワールドカップ記念試合     |
| 2.  | 1997年06月22日 | 東京都       | 国立霞ヶ丘競技場陸上競技場 | マカオ           | ○10-0       | 加茂周               | ワールドカップ予選         |
| 3.  | 1997年06月25日 | 東京都       | 国立霞ヶ丘競技場陸上競技場 | ネパール         | ○3-0        | 加茂周               | ワールドカップ予選         |
| 4.  | 1997年09月07日 | 東京都       | 国立霞ヶ丘競技場陸上競技場 | ウズベキスタン   | ○6-3        | 加茂周               | ワールドカップ予選         |
| 5.  | 1997年09月28日 | 東京都       | 国立霞ヶ丘競技場陸上競技場 | 韓国             | ●1-2        | 加茂周               | ワールドカップ予選         |
| 6.  | 2000年06月04日 | カサブランカ |                            | フランス         | △2-2(PK2-4) | フィリップ・トルシエ | ハッサン2世杯              |
| 7.  | 2000年06月06日 | カサブランカ |                            | ジャマイカ       | ○4-0        | フィリップ・トルシエ | ハッサン2世杯              |
| 8.  | 2000年06月11日 | 宮城県       | 宮城スタジアム             | スロバキア       | △1-1        | フィリップ・トルシエ | キリンカップ               |
| 9.  | 2000年06月18日 | 神奈川県     | 横浜国際総合競技場         | ボリビア         | ○2-0        | フィリップ・トルシエ | キリンカップ               |
| 10. | 2000年08月16日 | 広島県       | 広島広域公園陸上競技場     | アラブ首長国連邦 | ○3-1        | フィリップ・トルシエ | キリンチャレンジ           |
| 11. | 2000年10月14日 | サイダ       |                            | サウジアラビア   | ○4-1        | フィリップ・トルシエ | アジアカップ               |
| 12. | 2000年10月17日 | サイダ       |                            | ウズベキスタン   | ○8-1        | フィリップ・トルシエ | アジアカップ               |
| 13. | 2000年10月20日 | ベイルート   |                            | カタール         | △1-1        | フィリップ・トルシエ | アジアカップ               |
| 14. | 2000年10月24日 | ベイルート   |                            | イラク           | ○4-1        | フィリップ・トルシエ | アジアカップ               |
| 15. | 2000年10月26日 | ベイルート   |                            | 中華人民共和国   | ○3-2        | フィリップ・トルシエ | アジアカップ               |
| 16. | 2000年10月29日 | ベイルート   |                            | サウジアラビア   | ○1-0        | フィリップ・トルシエ | アジアカップ               |
| 17. | 2001年03月24日 | サンドニ     |                            | フランス         | ●0-5        | フィリップ・トルシエ | 国際親善試合               |
| 18. | 2001年04月25日 | コルドバ     |                            | スペイン         | ●0-1        | フィリップ・トルシエ | 国際親善試合               |
| 19. | 2001年05月31日 | 新潟県       | 新潟スタジアム             | カナダ           | ○3-0        | フィリップ・トルシエ | コンフェデレーションカップ |
| 20. | 2001年06月02日 | 新潟県       | 新潟スタジアム             | カメルーン       | ○2-0        | フィリップ・トルシエ | コンフェデレーションカップ |
| 21. | 2001年06月07日 | 神奈川県     | 横浜国際総合競技場         | オーストラリア   | ○1-0        | フィリップ・トルシエ | コンフェデレーションカップ |
| 22. | 2001年06月10日 | 神奈川県     | 横浜国際総合競技場         | フランス         | ●0-1        | フィリップ・トルシエ | コンフェデレーションカップ |
| 23. | 2001年10月07日 | サザンプトン |                            | ナイジェリア     | △2-2        | フィリップ・トルシエ | 国際親善試合               |
| 24. | 2001年11月07日 | 埼玉県       | 埼玉スタジアム2002         | イタリア         | △1-1        | フィリップ・トルシエ | キリンチャレンジカップ     |
| 25. | 2002年03月21日 | 大阪府       | 長居陸上競技場             | ウクライナ       | ○1-0        | フィリップ・トルシエ | キリンチャレンジカップ     |
| 26. | 2002年04月17日 | 神奈川県     | 横浜国際総合競技場         | コスタリカ       | △1-1        | フィリップ・トルシエ | キリンチャレンジカップ     |
| 27. | 2002年04月29日 | 東京都       | 国立霞ヶ丘競技場陸上競技場 | スロバキア       | ○1-0        | フィリップ・トルシエ | キリンカップ               |
| 28. | 2002年05月02日 | 兵庫県       | 御崎公園球技場             | ホンジュラス     | △3-3        | フィリップ・トルシエ | キリンカップ               |
| 29. | 2002年06月18日 | 宮城県       | 宮城スタジアム             | トルコ           | ●0-1        | フィリップ・トルシエ | ワールドカップ             |

### ゴール
| #   | 開催年月日     | 開催地                 | 対戦国         | 勝敗  | 試合概要                                           |
| --- | -------------- | ---------------------- | -------------- | ----- | -------------------------------------------------- |
| 1.  | 1997年6月22日  | 日本、東京             | マカオ         | ○10-0 | 1998 FIFAワールドカップ 1次予選                    |
| 2.  | 1997年6月25日  | 日本、東京             | ネパール       | ○3-0  | 1998 FIFAワールドカップ 1次予選                    |
| 3.  | 2000年6月5日   | モロッコ、カサブランカ | フランス       | △2-2  | ハッサン2世国王杯                                  |
| 4.  | 2000年10月17日 | レバノン、サイダ       | ウズベキスタン | ○8-1  | AFCアジアカップ2000グループリーグ                  |
| 5.  | 2000年10月17日 | レバノン、サイダ       | ウズベキスタン | ○8-1  | AFCアジアカップ2000グループリーグ                  |
| 6.  | 2000年10月17日 | レバノン、サイダ       | ウズベキスタン | ○8-1  | AFCアジアカップ2000グループリーグ                  |
| 7.  | 2000年10月20日 | レバノン、ベイルート   | カタール       | △1-1  | AFCアジアカップ2000グループリーグ                  |
| 8.  | 2000年10月26日 | レバノン、ベイルート   | 中国           | ○3-2  | AFCアジアカップ2000準決勝                          |
| 9.  | 2001年5月31日  | 日本、新潟             | カナダ         | ○3-0  | FIFAコンフェデレーションズカップ2001グループリーグ |
| 10. | 2002年4月29日  | 日本、東京             | スロバキア     | ○1-0  | キリンカップサッカー2002                           |